# Stade municipal de Santo Domingo
 (janvier 2018).
Si vous disposez d'ouvrages ou d'articles de référence ou si vous connaissez des sites web de qualité traitant du thème abordé ici, merci de compléter l'article en donnant les références utiles à sa vérifiabilité et en les liant à la section « Notes et références ».
Le stade municipal de Santo Domingo (Estadio Municipal de Santo Domingo) est le stade de football où évolue l’équipe d'Agrupación Deportiva Alcorcón, club qui évolue en 2018 en Liga 2.
Son terrain est en herbe naturelle et la capacité de ses tribunes est d'environ 5 000 spectateurs.

## Histoire
Le stade a été inauguré en 1999 avec la visite du Real Madrid, le résultat du match fut de 0-0.
Le 27 octobre 2009, le stade est le lieu d'une écrasante victoire d'Alcorcon face au Real Madrid pour la coupe du roi, avec un score final de 4-0. À cette époque, l’équipe évolue encore en segunda B (troisième échelon espagnol). Le match de retour au stade Santiago Bernabeu est gagné par les madrilènes 1-0 ui sont donc éliminés. Cette victoire a été nommée « El Alcorconazo ».